# Camillo Finocchiaro Aprile
Camillo Finocchiaro Aprile (Palermo, 28 gennaio 1851 – Roma, 26 gennaio 1916) è stato un politico e giurista italiano, ministro della giustizia e delle poste del Regno d'Italia.

## Biografia
Figlio di Carolina Aprile e Andrea Finocchiaro, Camillo proveniva da una famiglia della borghesia palermitana. Il padre Andrea era funzionario presso il Comune di Palermo, mentre il nonno Camillo (Palermo, 1770 - 1862) era magistrato. Camillo era nipote dell'avvocato palermitano Lorenzo Finocchiaro, fratello del padre.
Attivo nella Carboneria e di idee repubblicane, a soli sedici anni, nel 1867, combatté con Garibaldi a Monterotondo.
Nel 1872 fu eletto consigliere comunale a Palermo, mentre era ancora studente universitario in giurisprudenza.
Deputato alla Camera già nel 1882 (XV legislatura), eletto a Palermo, fu sempre rieletto fino alla morte (dal 1892 nel collegio di Prizzi).
Sostenitore di Crispi, nel 1887 commissario regio a Catania e nel 1890 fu commissario regio al Comune di Roma, riuscendo a fine mandato a riportare in pareggio il bilancio comunale, e divenne ministro delle poste e dei telegrafi nel Governo Giolitti I (1892-1893).
Fu poi più volte ministro di Grazia e Giustizia e Culti del Regno d'Italia, nei governi Pelloux I, Fortis I, Fortis II e Giolitti IV. Nel 1913 fece approvare il nuovo Codice di procedura penale.
Il suo progetto di legge riguardante la scottante questione della precedenza del matrimonio civile su quello religioso non va a buon fine e Giovanni Giolitti, con le dimissioni dell'8 marzo 1914, può cogliere l'occasione di non prendersi la diretta responsabilità del varo della legge stessa. Fu dignitario della loggia massonica G. Washington di Palermo e fece parte del Supremo Consiglio dei 33.
Fu anche quattro volte vice presidente della Camera dei deputati, anche al momento della morte. Padre di Andrea Finocchiaro Aprile, leader del movimento indipendentista siciliano, e di Emanuele.
In contrapposizione a Ludovico Frapolli, supportò la corrente progressista della Massoneria italiana, che era favorevole all'ingresso delle donne.